# 马太福音第10章
《马太福音》第10章是《新约圣经·马太福音》的第十章，共42节，内容主要包括耶稣选派十二使徒，以及预言他的门徒将与他走同样的道路。

## 内容
在马太福音10章1-15节，记载耶稣选派十二使徒，并且赐给他们4种权柄：赶逐污灵、医治疾病、使死人复活，以及洁净麻风。十二使徒包括彼得、安得烈、西庇太的儿子雅各、约翰、腓力、巴多罗买、多马、马太、亚勒腓的儿子雅各、达太、热烈派的西门，和加略人犹大；耶稣差遣他们运用赐给他们的权柄，向以色列人传扬国度福音，嘱咐他们不要往外邦人或撒玛利亚人那里去。又说十二使徒受差遣往以色列家去，不需要随身携带生活必需品，“因为作工的配得食物”。并且，每到一地，要寻找当地的配得平安之人，接待使徒的就得到祝福，不接待的将得不到祝福，并且在末日的审判中受到比所多玛和蛾摩拉更严厉的刑罚。
在16～33节，耶稣预言十二使徒将如同自己一样，面临来自议会和犹太会堂和外邦官长、君王的双重逼迫，“如同绵羊在狼中间”，甚至要被亲人恨恶、出卖。耶稣教导他们要“灵巧像蛇，纯真像鸽子。”，不用忧虑如何应答，因为圣灵会在他们里面，指教他们当说的话。不过，耶稣也安慰他们，他们所受的逼迫不会超过耶稣所受的，逼迫者只能杀害人的身体，只有神能把人的魂和身体都灭在火坑里。受逼迫时不能够否认耶稣，否则在基督复临时会失去赏赐。他们反而要继续公开宣扬耶稣的福音，“在房顶上宣扬出来”，
在41～42节，耶稣启示接待使徒与接待他自己有同等的效果，接待使徒的人在将来将得到与被接待者同等的赏赐。

## 相关研究

### 使徒的出身
根据研究，十二使徒中，只有加略人犹大是来自犹太地的使徒，其余的使徒都是加利利人。加略是在犹大境内。

### 使徒的配搭
有些解经家指出，耶稣选派十二使徒时，把他们安排成对：“称呼彼得的西门，还有他的兄弟安得烈；西庇太的儿子雅各，和他的兄弟约翰；腓力和巴多罗买；多马和税吏马太；亚勒腓的儿子雅各，和达太；热烈派的西门，和出卖耶稣的加略人犹大”；因此传道者应该遵守配搭的原则，不应独自一人前往某处工作。否则将会失去祝福。

### 作者研究
有些圣经学者在比较了本章与马可福音和路加福音之后，发现使徒排列的顺序有异，唯有此处将马太列在多马之后，并且特别标明是税吏马太，透露了马太是该书作者的信息，因为他这是为表明自己的谦卑，以及对耶稣临及自己这样受人藐视的税吏怀着感激。
　

### 使徒的工作区域
许多圣经学者都注意到在5、6节耶稣差遣十二使徒只在以色列传扬福音：“外邦人的路不要走，撒玛利亚人的城不要进，只往以色列家迷失的羊那里去。”撒玛利亚人是外邦人和犹太人的混血种。但是到28章耶稣颁布的“大使命”吩咐门徒往普天下去，显示工作区域的扩展。